# Star Wars: Battle for Naboo
Star Wars: Battle for Naboo — компьютерная игра, события которой происходят во Вселенной Звёздных Войн. Эта игра связана с фильмом Звёздные войны. Эпизод I. Скрытая угроза. Играть предстоит за командира планеты Набу — лейтенанта Гэвина Сайкса и бороться против Торговой Федерации. Подобно популярной игре Star Wars: Rogue Squadron, Battle for Naboo была первой игрой Звёздных Войн, которая поставила игрока на Линию Фронта и предоставила ассортимент в выборе боевых средств.

## Сюжет
Играть предстоит за лейтенанта Гэвина Сайкса из Королевских сил безопасности Набу. В ходе первоначального вторжения на Набу, Сайкс и его командир Капитан Кайл вылетают из столицы Набу — Сиида в ближайший сельскохозяйственный район. Хотя они делают все от них зависящее для защиты населения, присутствие Торговой Федерации становится слишком тяжёлым, что вынуждает их отступить в болота. Там они узнают о скрывающихся контрабандистах в горах, которые могли бы им помочь, а также о двух тяжёлых патрулях, нашедших Борова и Хатта. Боров помогает им бежать от Хатта и обещает помочь в противостоянии силам Федерации.
Сайкс, Кайл, Кол Кота и наёмник Боров наносят свой первый удар по Торговой Федерации уничтожив спутник связи Comm 4. Уничтожение спутника на время «отрезает» одну из баз Федерации на планете, что помогает борцам за свободу провести успешную атаку на базу и уничтожить всех дроидов и тяжёлую технику. В течение борьбы командир Сайкс захватывает Gunboat Торговой федерации и использует его чтобы отвести заключённых из лагеря рядом с рекой Andrevea в руины на севере. Однако в самый разгар битвы Кайл исчезает, и Сайкс начинает поиски пропавшего без вести капитана. Сайкс обнаруживает смертельно-раненого Кайла в разбившемся истребителе, это подтвердило то что Кайла сбил Боров, после того как узнал о секретном плане Хатта о продаже заключённых в рабство. Сайкс начинает охоту на Борова, ему помогает Коса, который недоволен предательством Борова, хотя Хатт бежал на планету Нал Хутта.
Теперь Сайкс возглавляет повстанцев на Набу, которые начинаю операцию по освобождению заключённых из печально известного лагеря № 4, который находится на главной базе Торговой Федерации на Набу. Сайкс связывается с Королевой Амидалой и капитаном Панакой и план по освобождению Набу начинается. Нападая на Тид, Сайкс отвлекает внимание врагов, чтобы Королева Амидала могла пробраться во дворец и установить контроль над Торговой Федерацией, он начинает атаку вместе с лётчиками «Браво» на Контрольный корабль дроидов. Но его уничтожает Энакин Скайуокер, а также с армией дроидов освобождает Набу

## Персонажи
- Квай-Гон Джинн
- Оби-Ван Кеноби
- Падме Амидала
- Энакин Скайуокер (только в одном уровне)
- Дарт Мол (открывается при прохождении игры за Квай-Гона)(только финальная битва)

## Неиграбельные персонажи
- Йода
- Дарт Сидиус
- Джа Джа Бинкс

## Геймплей
Во время игры игрок сможет полетать на различных кораблях и транспортных средствах Повстанцев и Торговой Федерации, каждое из которых имеет свои характеристики оружия, брони, скорости и т. д. Некоторые из этих кораблей, таких как Naboo N-1 Starfighter, Flash и Gian мы уже видели в первом эпизоде, но другие Naboo NB-1S Bomber и Gunboat Торговой Федерации мы видим впервые.
Игра состоит из нескольких уровней, чтобы перейти на следующий надо пройти предыдущий. Игроку даётся медаль после того как он завершил уровень. Медалей всего четыре: Бронза, Серебро, Золото и Платина. После того как игрок завершил уровень, в зависимости от того сколько он медалей получил зависит его звание(От Лейтенанта до Генерала).

### Миссии
Игра состоит из 15 миссий:
- Escape from Theed
- Nemoidian Plunder
- Naboo Bayou
- Smuggler Alliance
- The Hutt’s Retreat
- Disruption of Comm 4
- Glacial Grave
- Andrevea River
- Sanctuary
- Search for Captain Kael
- Borvo the Hutt
- Liberation of Camp 4
- The Queen’s Gambit
- Panaka’s Diversion
- Battle for Naboo

В дополнение к обычным миссиям существует три секретных, которые разблокируются путём получения медалей или введения чит-кода.
Секретные миссии:
- Trade Federation Secrets — в первой игрок помогает повстанцем Набу в рейде на Исследовательскую базу Торговой Федерации.
- Coruscant Encounter — вторая связана с Дартом Молом на Корусанте
- The Dark Side — в третьей игрок играет за Разведчика Ситха и помогает Федерации в захвате Набу

## Оценки
| Сводный рейтинг | Сводный рейтинг | Сводный рейтинг |
| Издание         | Оценка          | Оценка          |
| Издание         | N64             | PC              |
| --------------- | --------------- | --------------- |
| GameRankings    | 82,21 %         | 57,00 %         |